# 桑切斯·拉米雷斯省
桑切斯·拉米雷斯省（西班牙語：Provincia de Sánchez Ramírez，西班牙語發音：[ˈsantʃes ɾaˈmiɾes]）是多明尼加共和國中部的一個省。下轄4個自治市鎮（municipio），以及3個自治市政區（Municipal district），首府在科圖伊。桑切斯·拉米雷斯在1952年脫離了杜阿尔特省。

## 概述
桑切斯·拉米雷斯省是西班牙殖民時期，西班牙殖民者為紀念1808年一位在西班牙英勇擊敗法國武力入侵西班牙的軍隊旅長桑切斯·拉米雷斯所命名的。

## 行政區
| 市鎮名稱 | 總人口 | 都市人口 |
| -------- | ------ | -------- |
| Cevicos  | 22,578 | 11,055   |
| 科圖伊   | 98,009 | 51,098   |
| Fantino  | 36,870 | 16,863   |
| La Mata  | 45,846 | 17,864   |